# Cristian Becerine
Cristian Becerine, né le 17 avril 1977 à Comodoro Rivadavia, est un coureur cycliste argentin, spécialiste du BMX. Il est notamment triple médaillé aux championnats du monde.

## Biographie
Cristian Becerine a obtenu son premier succès en 2002, lorsqu'il a remporté la médaille d'argent en cruiser au championnat du monde de Paulinia. Seul Randy Stumpfhauser l'a devancé dans cette compétition. Au même championnat, il termine cinquième dans la course BMX. 
En 2004, il fait encore mieux au championnat du monde de Valkenswaard, où il remporte deux médailles. Dans la course BMX, il se classe deuxième derrière l'Australien Warwick Stevenson et en cruiser, il décroche la médaille de bronze derrière Randy Stumpfhauser et Jason Richardson. 
Il participe aux championnats du monde jusqu'en 2011, mais sans obtenir d'autres résultats notables. En 2008, il participe aux Jeux olympiques de Pékin, mais échoue à se qualifier pour la finale.

## Palmarès en BMX

### Jeux olympiques
- Pékin 2008
  - Éliminé en demi-finales du BMX

### Championnats du monde
- Paulinia 2002
  -  Médaillé d'argent du BMX cruiser
  - 5e du BMX
- Valkenswaard 2004
  -  Médaillé d'argent du BMX
  -  Médaillé de bronze du BMX cruiser

### Coupe du monde
- 2005 : 3e du classement général, podium sur la manche d'Aigle
- 2007 : 15e du classement général, podium sur la manche de Madrid
- 2009 : 36e du classement général, podium sur la manche de Fréjus
- 2010 : 36e du classement général